# Capasa tinctaria
Capasa tinctaria là một loài bướm đêm trong họ Geometridae.